# 瘋狂之石
《瘋狂之石》是2025年即时战略隐蔽类游戏，由The Game Kitchen開發、Tripwire Presents發行。遊戲對應Windows、任天堂Switch、PlayStation 5、Xbox Series平台。
遊戲在Metacritic的匯總得分為73/100（Windows）、75/100（Xbox Series），在OpenCritic的媒體推薦率為67%。

## 外部連結
- 官方网站 （英語）